# 摆货尼
摆货尼，是云南傈僳族的鬼，傳說会让八岁以下的小孩和孕妇生病，碧江县地區为了保护怀孕母子平安，会用一头小猪或一只小鸡祭祀摆货尼。

## 参看
中国妖怪列表